# 276 Adelheid
276 Adelheid је астероид главног астероидног појаса са пречником од приближно 121,60 km.
Афел астероида је на удаљености од 3,335 астрономских јединица (АЈ) од Сунца, а перихел на 2,888 АЈ.
Ексцентрицитет орбите износи 0,071, инклинација (нагиб) орбите у односу на раван еклиптике 21,648 степени, а орбитални период износи 2005,372 дана (5,490 година).
Апсолутна магнитуда астероида је 8,56 а геометријски албедо 0,045.
Астероид је откривен 17. априла 1888. године.